# Long Beach (Heard)
Der Long Beach (englisch für Langer Strand) ist ein felsiger Strand an der Südseite der Insel Heard in der Gruppe der Heard und McDonaldinseln im Indischen Ozean. Er liegt unmittelbar östlich des Kap Labuan. 
Der Name des Strands ist erstmals auf einer Landkarte aus dem Jahr 1860 des US-amerikanischen Robbenjäger H. C. Chester verzeichnet, der zu jener Zeit in den Gewässern um die Insel Heard operierte. Da bereits damals Schutzhütten für Robbenjäger an diesem Strand existierten, geht seine Entdeckung auf einen früheren Zeitpunkt zurück.